# Naoki Sakai
Naoki Sakai (酒井 直樹, Sakai Naoki, Nagareyama, 2 augustus 1975) is een Japans voormalig voetballer die als middenvelder speelde.

## Carrière
Naoki Sakai speelde tussen 1994 en 2003 voor Kashiwa Reysol en Consadole Sapporo.

## Japans voetbalelftal
Naoki Sakai debuteerde in 1996 in het Japans nationaal elftal en speelde 1 interland.

## Statistieken
| Japans voetbalelftal | Japans voetbalelftal | Japans voetbalelftal |
| Jaar                 | Wed.                 | Dlp.                 |
| -------------------- | -------------------- | -------------------- |
| 1996                 | 1                    | 0                    |
| Totaal               | 1                    | 0                    |